# Liu He (imperador)
Liu He (em chinês: 劉和) foi um imperador chinês do Reino de Han Zhao, um dos reinos do chamado Período dos Dezesseis Reinos. Foi antecedido por seu pai, Liu Yuan, e sucedido pelo irmão, Liu Cong.